# Mesotherapie
Mesotherapie ist eine komplementärmedizinische Behandlungsmethode. Sie enthält Elemente aus der Akupunktur, aus der Neuraltherapie und kennt Reflexzonen. In die mittlere (meso) Hautschicht werden Injektionen mit homöopathischen sowie niedrigdosierten herkömmlichen Medikamenten eingebracht (Injektionsakupunktur). Die jeweiligen Mischungen sind von Behandelndem zu Behandelndem verschieden, sie enthalten oft Vitamine und Spurenelemente.
Die Wirksamkeit ist wissenschaftlich nicht belegt.

## Geschichte
Die Mesotherapie wurde 1952 vom französischen Arzt Michel Pistor erfunden.
Pistor verabreichte einem Patienten 10 ml Procain intravenös um einen Asthmaanfall zu lindern. Dies hatte zwar nicht den gewünschten Effekt, der Patient berichtete jedoch bei der Nachuntersuchung von einer deutlichen Verbesserung seiner Schwerhörigkeit. Daraufhin begann Pistor Behandlungen mit oberflächlichen Procain-Injektionen im Bereich der Ohren bei Patienten mit Schwerhörigkeit und hatte damit einigen Erfolg. In der Folge behandelte er viele schwerhörige Patienten, wobei die Ergebnisse sehr unterschiedlich waren. Viele seiner Patienten erfuhren jedoch Besserung bei anderen Krankheiten wie Gehörgangsekzem oder kraniomandibularer Dysfunktion. Auch berichteten Patienten von Verbesserungen bei Tinnitus.
Daraufhin experimentierte er weiter mit lokalen gezielten Procain-Injektionen in die Haut bei einer Reihe von Indikationen. Am 4. Juni 1958 publizierte er einen Fachartikel mit seinen Ergebnissen, in dem er erstmals den Begriff Mesotherapie verwendete. Die Vorsilbe „Meso“ bezieht sich hierbei auf den mesodermalen Ursprung von Haut- und Bindegewebe in der embryonalen Entwicklung.
Im Jahr 1966 wurde schließlich in Frankreich die Gesellschaft für Mesotherapie gegründet. Die Erste Internationale Konferenz zur Mesotherapie wurde 1976 abgehalten. Im Jahr 1981 brachte Jacques LeCoz die Methode in der Orthopädie im Nationalen Institut für Sport (Institute Nationale du Sports) in Paris ein. 1987 wurde Mesotherapie durch die französische Académie de Medicine als legitime Behandlungsmethode der konventionellen Medizin anerkannt.
Pistor beschrieb seine Methode gerne mit folgendem Satz: “Injecter peu, rarement, au bon endroit” („wenig, selten, am richtigen Ort“). Er erhielt für seine Arbeit den Chevalier de la legion d’ honneur.

## Anwendung
Die Methode soll bei zahllosen Erkrankungen helfen, allerdings ist keine Wirksamkeit durch klinische Studien belegt. Stark verbreitet ist die Methode auch in der Ästhetik. Zu den vorgeblichen Indikationen gehören:
- Cellulite, venolymphatische Insuffizienz, Blutgefäßentzündung Phlebitis
- Prävention und Folgen der Hautalterung (Mesolift)
- Wundheilungsstörungen, Ulzera, Acne vulgaris
- Narben und Striae
- lokale Herde von Neurodermitis und Psoriasis
- androgener und diffuser Haarausfall, leichte Fälle von Alopecia areata
- Prophylaxe von Mückenstichen
- In der Zahnheilkunde bei Gingivitis[5]
- Sportverletzungen[6][7]

Des Weiteren genannt werden als Anwendungsgebiete: Durchblutungsprobleme, Keloide, Rheumatische Erkrankungen, Arthrosen, Überlastungsschäden, Abwehrschwäche, Asthma, Mukoviszidose, Erschöpfungszustände, Schlafstörungen, Kopfschmerzen, Alterssichtigkeit und Altersschwerhörigkeit, Übergewicht, Reizblase und Infertilität.
Begründet wird die Methode mit einer deutlichen Verbesserung der Mikrozirkulation, einer Regulierung des neurovegetativen Systems und einer lokalen Immunmodulation.
Pharmakologisch angewendet werden in erster Linie Sympatholytika, Beta-Sympathikomimetika (Hydergin, Bufetil) sowie Analgetika, Antiphlogistika, nicht-steroidale Antirheumatika und Neuroleptika.

## Verbreitung
Die Mesotherapie ist vorwiegend in Frankreich, Kanada und den USA verbreitet, insbesondere zur Fettreduktion. Im französischen Bordeaux gibt es einen offiziellen Universitätskurs für Mesotherapeuten. In Deutschland entstand 1984 die „Deutsche Gesellschaft für Mesotherapie“. Auf deren Homepage findet man z. B. alleine in Oberbayern – inklusive München – rund 100 niedergelassene Ärzte und Heilpraktiker, die Mitglied dieser Gesellschaft sind.

## Ausbildung
Es existiert keine einheitliche Weiterbildungsordnung; die einzelnen existierenden Zertifikate werden von den medizinischen Fachgesellschaften unter unterschiedlichen Voraussetzungen vergeben.
In Frankreich gibt es für Ärzte eine universitäre Zusatzausbildung.
In Deutschland bietet die Deutsche Gesellschaft für Mesotherapie eine Ausbildung zum Mesotherapie-Diplom an. Dies verlangt den Besuch von einem Einführungskurs und mindestens zwei weiterführenden Kursen sowie eine schriftliche und mündliche Prüfung. Die Ausbildung kann sowohl von Ärzten als auch Heilpraktikern absolviert werden.
In Österreich bietet die Österreichische Gesellschaft für Mesotherapie zwei Ausbildungen für Ärzte an. Hier können das Zertifikat SCHMERZ-Mesotherapie und das Zertifikat Meso-ÄSTHETIK nach Besuch der entsprechenden Module (6 Module bzw. 5 Module sind notwendig) erlangt werden.